# Grenderich
Grenderich település Németországban, Rajna-vidék-Pfalz tartományban. Lakosainak száma 389 fő (2023. december 31.).

## Népesség
A település népességének változása:
| Lakosok száma | 429  | 376  | 384  | 379  | 381  | 381  | 389  |
|               | 1975 | 2015 | 2017 | 2019 | 2021 | 2022 | 2023 |